# Robert de Flers
Robert de Flers (Pont-l'Évêque, 25 novembre 1872 – Vittel, 30 luglio 1927) è stato un drammaturgo e critico letterario francese.

## Biografia
Robert de la Motte Ango e Flers fu critico letterario in diversi giornali e infine direttore, insieme ad Alfred Capus, de Le Figaro.
In collaborazione con Gaston de Caillavet, fino alla morte di quest'ultimo, scrisse numerose commedie brillanti che, pur ironizzando sulla società del tempo, si mantennero sempre leggere.
Dopo la morte di Caillavet, iniziò la collaborazione con Francis de Croisset.
Fu Accademico di Francia dal 1920, succedendo nel seggio n. 5 a Pierre de Ségur.

## Opere
- Miquette e sua madre
- L'asino di Buridano
- Papà
- Il signor Brotonneau
- I neosignori
- Il dottor Miracolo